# Antonio Faraò
Antonio Faraò (Roma, 19 gennaio 1965) è un pianista italiano di musica jazz.

## Biografia
Antonio Faraò nasce a Roma nel 1965. Dopo aver studiato presso il Conservatorio Giuseppe Verdi di Milano ed aver ottenuto la vittoria  nella categoria Nuovi Talenti Italiani, stilata dalla rivista "Musica Jazz", intraprende un'intensa carriera internazionale che lo porterà a incidere con molti dei più importanti musicisti jazz europei e statunitensi.
Nel 1998 vince a Parigi il primo premio del Concorso Martial Solal (Grand Prix de la Ville de Paris).

## Discografia (parziale)

### Album

#### Come leader
- Black Inside (1998) con Ira Coleman, Jeff "Tain" Watts
- Borderlines (1999) con Jean-Jacques Avenel, Daniel Humair
- Thorn (2000) con Jack DeJohnette, Drew Gress, Chris Potter
- Next stories (2002) con Pibo Marquez, Ed Howard, Gene Jackson
- Far Out (CAM, 2002) con Bob Berg, Martin Gjakonovski, Dejan Terzic
- Encore, Trio Encore (2004) con Martin Gjakonovski, Dejan Terzic
- Takes on Pasolini (2005) con Daniel Humair, Miroslav Vitous
- Woman's Perfume (2008) con Dominique Di Piazza, André Ceccarelli
- Domi (2010) con Darryl Hall, André Ceccarelli
- Evan (2013) con Joe Lovano, Ira Coleman, Jack DeJohnette
- Boundaries (2015)
- Eklektik (2017) con Snoop Dogg, Marcus Miller, Bireli Lagrène, Manu Katché, Mike Clark, Robert Davi, Didier Lockwood, Lenny White

#### Come sideman
- West Side Story André Ceccarelli Quartet (1997) con Sylvain Beuf, Antonio Faraò, Rémi Vignolo, André Ceccarelli, Richard Galliano, Dee Dee Bridgewater, Bireli Lagrene
- Light Breeze Franco Ambrosetti (1998) con Franco Ambrosetti, John Abercrombie, Antonio Faraò, Miroslav Vitous, Billy Drummond
- Secondo Tempo (2001) con Joe Lovano, Luca Begonia, Antonio Faraò, Giovanni Tommaso, Terri Lyne Carrington
- Jens Winther European Quintet (2005) con Jens Winther, Tomas Franck, Antonio Faraò, Palle Danielsson, Dejan Terzic
- Nicolas Folmer meets Bob Mintzer (2010) con Nicolas Folmer, Bob Mintzer, Antonio Faraò, Benjamin Henocq, Jerome Regard
- Chico Freeman Spoken into Existence (2015) con Chico Freeman, Antonio Faraò, Heiri Kanzig, Michael Baker
- Didier Lockwood Open Doors (2017) con Didier Lockwood, Antonio Faraò, Darryl Hall, André Ceccarelli